# Tankcsapda (együttes)
A Tankcsapda egy magyar rockegyüttes, amelyet 1989 októberében alapított Debrecenben Lukács László gitáros/énekes, Buzsik György dobos és Tóth Laboncz Attila „Labi” basszusgitáros.
A zenekar kezdeti punk rock stílusába fokozatosan vegyült bele a hard rock/heavy metal hangzás, amellyel egyre szélesebb közönségréteget sikerült megszólítaniuk. A Tankcsapda egyik legfontosabb védjegyének és népszerűségük kulcsának a mára egyetlen alapító tagként megmaradt Lukács László egyedi dalszövegei számítanak. A zenekar napjainkban Magyarország egyik legnépszerűbb és legsikeresebb rockzenekara, az eladott lemezek száma alapján is.
A 2006-ban megjelent Mindenki vár valamit platinalemez státuszt ért el, de 2001 óta minden albumuk legalább aranylemez lett. Legutóbbi stúdióalbumuk a 2019-ben megjelent Liliput Hollywood című lemez.

## Története

### Kezdetek (1989–1993)
Az első szárnypróbálgatások után hivatalosan 1989. október 14-én alakult meg az együttes, ezen a napon léptek fel először ezen a néven az Auróra előzenekaraként Debrecenben. Első demófelvételeiket már 1989 decemberében elkészítették Baj van!! címmel. Első két albumukon a számok döntő többsége még punk stílusú volt, de az idő haladtával egyre inkább egy igazi rockzenekarrá alakultak át, amiből kifolyólag egyre kevesebb punk stílusú számuk született.
Az 1990-es év állandó turnézással telt, több külföldi (német) és hazai helyszínen szerepeltek, többek között a Petőfi Csarnok színpadán is. Az állandó utazás ellenére 1990 nyarán elkészítették első stúdióalbumukat Punk & Roll címmel, majd 1992-ben A legjobb méreg címmel újabb kazettát adtak ki. 1994-ben a két album újra megjelent egy kazettán, illetve CD-n. A kazetta A oldalán a Punk & Roll, míg B oldalán A legjobb méreg volt hallható. A CD-változatra az U. S. és a Félre a tréfát (akusztikus hangulat verzió) című dalok már nem fértek fel, így ezek csak a kazettán találhatóak meg.
1993 januárjában kilépett a basszusgitáros Tóth Laboncz Attila, akinek a helyére a korábban technikusként dolgozó Molnár „Cseresznye” Levente érkezett, míg a basszusgitárt a mára egyetlen alapító tagként megmaradt Lukács Laci vette kézbe. Az együttes folyamatosan koncertezett tovább, és olyan nagy nevekkel lépett egy színpadra, mint a Sex Action vagy a Moby Dick. Augusztusban a Tankcsapda zajos sikert aratott a Zánkai Poppiacon, ekkor figyelt fel rájuk későbbi kiadójuk.

### Út az elismertség felé (1994–1999)
1994 márciusában látott napvilágot a zenekar első CD-n is megjelenő nagylemeze Jönnek a férgek címmel. A csapat nagy elismerésként élte meg, hogy június 7-én ők játszhattak a Motörhead előtt, amit egy közös buli követett. Szintén fontos mérföldkő az együttes életében, hogy ezen év augusztusában a Sziget Fesztiválon megtarthatták első, igazán nagy koncertjüket.
1995-ben egy kisebb német turnét követően áprilisban útjára indult a Hazudós zenekarok versenye című koncertsorozat, melyen a Tankcsapda a Kispál és a Borz, a Pál Utcai Fiúk és a Nyers együttes társaságában járta be az országot. A koncerteket követően szeptemberben látott napvilágot negyedik nagylemezük Az ember tervez címmel. A koronghoz tartozó turné egy karácsonyi Petőfi Csarnokos koncerttel zárult, mely a debreceni nagykoncertekhez hasonlóan később hagyománnyá vált a zenekar számára.
1996 májusában megjelent a csapat első koncertlemeze Eleven címmel, valamint bearanyozódott negyedik albumuk (Az ember tervez), melyért átvehették történetük első aranylemezét. Novemberben Lukács ejtőernyős balesetet szenvedett és kórházba került, de hamar felépült. Szintén novemberben került a boltokba egy, a Tankcsapda addigi történetét feldolgozó dokumentumfilm, és a …’Cause for Sale című EP is, amely hat korábbi Tankcsapda-dal idegen nyelvű változatát tartalmazta.
Az 1997-es év egy rövid szlovák és német klubturnéval indult, majd elkezdték magyarországi körútjukat, de le kellett mondaniuk minden tavaszi koncertjüket, miután egy áprilisi, kecskeméti koncert előtt Buzsik György lezuhant a színpadról. Lukács és Cseresznye kényszerűségből dobgép segítségével írt új dalokat. A Sziget Fesztiválon megjelent az első könyv az együttesről Tankcsapda címmel. Szintén a fesztiválon adtak interjút a francia MCM és az európai MTVe zenecsatornáknak. Szeptemberben a Connektor :567: nagylemez megjelenése után az együttes bejelentette, hogy Buzsik György nélkül folytatja tovább karrierjét, helyére Elek Ottó került, aki végigdobolt a Tankcsapdával számos turnét, többek között a Junkies és az Irigy Hónaljmirigy oldalán is.
1999-ben a Sony Music kiadó szerződést kötött a csapattal, a Ha zajt akartok! című nagylemez már a Sony gondozásában látott napvilágot. Szeptemberben Lukács Laci az együttes egyik régi ismerősével, Fejes Tamással kettesben rögzített egy demót, ebből született meg később a Mennyország tourist című szám. A zenekar tizedik születésnapját egy hajdúszoboszlói koncerten ünnepelte meg, ahol újra az eredeti felállásban léptek színpadra. A rajongóknak szánt 10 éves jubileumi, kizárólag kiadatlan felvételeket tartalmazó album Tankológia címmel novemberben jelent meg. Az év végén az együttes búcsút intett menedzserének, Kémeri Péternek, és kicsit korábban dobosának, Elek Ottónak is, utóbbit Fejes Tamás követte a dobos poszton.

### A befutott Tankcsapda (2000–2011)

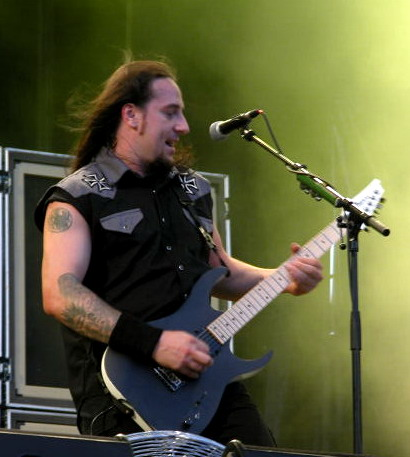
Molnár Levente gitáros a Sziget Fesztivál nagyszínpadán, 2007-ben

Az új évet (és évezredet) már Fejes Tamással a dobok mögött kezdték, de csak kettesben, mivel Cseresznye több hónapra az Amerikai Egyesült Államokba utazott. A következő nagylemez, az Agyarország hosszas utómunkálatok után 2001 januárjában került a boltokba, és alig fél év alatt bearanyozódott.
2002 elején CD-változatban négy meg nem jelent dallal kiegészítve újra kiadták a Baj van!! című bemutatkozó kazettát, amely az eredeti verziótól sem hangzásban, sem megjelenésben nem tért el. Ez az év meghozta az együttes számára az első komolyabb szakmai elismerést: az Arany Zsiráf díj kiosztón a modern rock kategóriában nyertek az Agyarországgal.
Az új nagylemez munkálatai 2003 elején kezdődtek, márciusban már meg is jelent róla az első maxi, Szextárgy címmel. A folyamatos stúdiómunka mellett a turnézást sem hagyták abba, valamint júliusban kiadták az Itt vannak a tankok! című turnéfilmet is.
Az Élni vagy égni nagylemez 2003. szeptember végén jelent meg, és az együttes addigi legsikeresebb vállalkozásának bizonyult, alig két hónap alatt aranylemez lett. Ezután nem meglepő, hogy a Tankcsapda 2004-ben szakmai díjak (Emerton, Fonogram, Artisjus) egész sorát söpörte be. A lemezről kimásolt klipek sorra meghódították a hazai zenei csatornákat, mi több, az Örökké tart kislemez több rádió játszási listájának elejére ugrott.
2004-ben Lukács a Sziget Fesztivál előtt pár nappal ismét ejtőernyős balesetet szenvedett, ezért számos nyári fellépését (köztük a Szigetit is) kénytelen volt lemondani az együttes. Ebben az évben A legjobb mérgek címmel egy kétlemezes 'best of' válogatással lepték meg rajongóikat.
Két év alkotómunka után 2006 áprilisában megjelent a Tankcsapda újabb nagylemeze Mindenki vár valamit címmel, amelyet egy nagyszabású országos koncertturné keretében népszerűsítenek.
A majdnem két évig tartó turné befejezése után 2007. november 8-án koncertlemezt adtak ki a Mindenki Vár ValamiTour-on rögzített anyagokból, Elektromágnes címmel. Az album a nevét egy új stúdiófelvételről kapta, amely megtalálható a lemezen. Ebben az évben a zenekar a SoproniRocks platformon belül leforgatta a kizárólag online megtekinthető California Über Alles klipet, és kisorsolta a zenekar két gitárját a rajongói között.
2009-ben a Pesti Est mellékleteként kislemezen kiadták a Köszönet, doktort. Október 14-én, a zenekar huszadik születésnapján jelent meg a Minden jót című 11. Tankcsapda-album az Alexandra Records gondozásában.
2010-ben a Mindentől távolhoz, majd 2011-ben a Új nap várhoz készítettek klipet is.

### Sidi korszak (2012–2025)
2012. január 16-án váratlan bejelentés érkezett: a sikeres 2011-es Új nap vár turné után távozott a gitáros Molnár Levente "Cseresznye". A hivatalos indoklás szerint távozásának oka az együtt töltött évek alatt megfáradt emberi kapcsolat volt. Február 20-án jelentette be az együttes, hogy Cseresznye utódja, az új gitáros Sidlovics Gábor "Sidi", a Zanzibar és Mafia zenekarok korábbi tagja lesz. Az új taggal kibővült Tankcsapda azonnal megkezdte az új stúdióalbum munkálatait. Március 26-án mutatták be az első új dalukat és a hozzá készült videóklipet Mi a fasz van? címmel. Június végén újabb dal, a Hatalom nélküli rend következett, majd a két számot kislemezen is kiadták. A trió új nagylemeze 2012. november 8-án jelent meg Rockmafia Debrecen címmel. Az album már a megjelenés másnapján aranylemezzé vált, 5000 eladott példány után.
2013. november 13-án megjelent az Igazi hiénák című különleges album, amelyen csak az első 4 dal készült Sidi közreműködésével, a többi Cseresznyével. Ezek többnyire újrakiadások voltak. A címadó dal az Argo 2. című magyar filmhez készült. Ezzel az albummal együtt megvásárolhatóvá vált az addigi összes a MOL-kutakon.
2014. május 14-én megjelent a Köpök rátok című kiskemez, amely kemény stílusával a kritizálók ellen szólt, illetve a zenekar következő albumára készült.
2014. október 14-én a zenekar 25. szülinapján megjelent az Urai vagyunk a helyzetnek című stúdióalbum. Ez év végén pedig a Főnix Arénában egy 25. évi jubileumi koncert.
2020-ban meghirdették a 30 éves jubileumi koncertturnéjukat "Három évtized" címmel.

### Átmeneti időszak (2025)
2025. március 6-án a zenekar a Facebook oldalukon bejelentette, hogy Sidi kilép a zenekarból a jövőbeli elképzelésekben való eltérések miatt. A döntés már januárban megszületett ezért a zenekar ebben a formában már csak a színpadon működött, egészen május 2-ig, Sidi utolsó koncertjéig. Eközben a a zenekar megmaradt tagjai március 31-én stúdióba vonultak hogy elkezdjék felvenni a következő albumukat 10 különböző gitárossal (Bodor Máté, Csató Peti, Farkas Zoli, Kozma Norbi, Lukács Peta, Madarász Gábor Madi, Nagy Máté, Takács Vilkó, Tátrai Tibusz, Vörös Attila) akikkel - váltásban ugyan, de - koncertezni fognak a nyári és valószínűleg az őszi/téli turnén is.

## Tagok

### Jelenlegi felállás
- Lukács László – ének (1989 óta), basszusgitár (1993 óta); szólógitár (1989–1992)
- Fejes Tamás – dob, ütőhangszerek (2000 óta)

### Egykori tagok
- Buzsik György – dob, ütőhangszerek (1989–1997)
- Elek Ottó – dob, ütőhangszerek (1997–2000)
- Tóth Laboncz Attila „Labi” – basszusgitár, vokál (1989–1992)
- Molnár Levente „Cseresznye” – gitár, vokál (1993–2012)
- Sidlovics Gábor "Sidi" – gitár (2012–2025)

## Diszkográfia
Stúdióalbumok
- Baj van!! (demó) (1989)
- Punk & Roll (1990)
- A legjobb méreg (1992)
- Jönnek a férgek (1994)
- Az ember tervez (1995)
- Connektor :567: (1997)
- Ha zajt akartok! (1999)
- Agyarország (2001)
- Baj van!! (2002)
- Élni vagy égni (2003)
- Mindenki vár valamit (2006)
- Minden jót (2009)
- Rockmafia Debrecen (2012)
- Urai vagyunk a helyzetnek (2014)
- Liliput Hollywood (2019)

## Díjak, elismerések
- VIVA Televízió ~ Megawatt Ászok Díj: 2004[6]
- Magyar könnyűzenéért VIVA Comet díj (2013)

### Arany Zsiráf ésFonogram díj
| Év   | Jelölt produkció          | Díj megnevezése                         | Eredmény |
| ---- | ------------------------- | --------------------------------------- | -------- |
| 2000 | Ha zajt akartok!          | Az év hazai rock albuma                 | Jelölve  |
| 2000 | Tankológia                | Az év hazai rock albuma                 | Jelölve  |
| 2002 | "Ez az a ház"             | Az év hazai dala                        | Jelölve  |
| 2002 | Agyarország               | Az év hazai modern rock albuma          | Elnyerte |
| 2003 | Baj van!!                 | Az év hazai modern rock albuma          | Jelölve  |
| 2004 | Élni vagy égni            | Az év hazai rock albuma                 | Elnyerte |
| 2005 | "Örökké tart"             | Az év hazai dala                        | Elnyerte |
| 2007 | Mindenki vár valamit      | Az év hazai rock albuma                 | Jelölve  |
| 2008 | Elektromágnes             | Az év hazai rock albuma                 | Jelölve  |
| 2010 | Minden jót                | Az év hazai hard rock vagy metal albuma | Jelölve  |
| 2012 | Rockmafia Debrecen        | Az év hazai hard rock vagy metal albuma | Jelölve  |
| 2014 | Urai vagyunk a helyzetnek | Az év hazai hard rock vagy metal albuma | Jelölve  |